# القانون الدستوري في التشيك
القانون الدستوري، فيما يتعلق قوانين جمهورية التشيك، هو الفعل الذي يمكن تغيير الدستور في الجمهورية التشيكية، أحكام ميثاق الحقوق الأساسية والحريات الأساسية، والظروف التي قد تمارس المواطنين سلطة الدولة مباشرة، أو الخارج أو الداخل من حدود أراضي الجمهورية التشيكية.
لا يمكن إلا أن مرور مثل هذا الفعل يمكن إنجاز ذلك من خلال الاتفاق من 3/5ths من جميع النواب والشيوخ في الوقت الحالي وضعت مقترح قانون قبل كل من مجلسي البرلمان. هذا هو النوع الوحيد للتشريع والتي لا تتطلب توقيع الرئيس ليصبح قانونا. وعلاوة على ذلك، فإن النوع الوحيد من التشريعات التي لا يمكن نقض الرئيس.
وطلب عدد من القوانين الدستورية للحكومة التشيكية على العمل في السنة الأولى من وجودها. ولكن هذه لا كان تأثير دائم على الدستور نفسه، ويجوز لها، في بعد فوات الأوان، أن تعتبر «أصوات الأغلبية التي تتطلب 3/5ths». على سبيل المثال، كان مجلس الشيوخ المؤقت لعام 1992 «تشكل بطريقة محددة من قبل القانون الدستوري», ولكن هذا الفعل ليس ملزما مجلس الشيوخ اليوم.

## أفعال محددة
اعتبارا من عام 2008، تم تمرير سوى ستة أعمال الدستورية التي تغيرت حقا طبيعة الدستور. فقد كانت معظمها نتيجة للآثار المترتبة في الصيغة الأصلية من الدستور أن البرلمان يجب أن تمر القوانين الدستورية حول موضوعات مختلفة.

### عدد 347/1997
وتنص المادة 100 من الدستور على أن «لا يجوز إنشاء أعلى بالحكم الذاتي أو الأقاليم حل إلا من خلال القانون الدستوري». انتقل البرلمان وبالتالي في 3 ديسمبر عام 1997 لإنشاء 14 منطقة من هذا القبيل. هذا الفعل المطلوبة لإعادة كتابة المادة 99 وإلغاء المادة 103 من الدستور، وذلك لتعيين مناطق على أنها ذات سلطة أعلى من البلديات. بالنظر إلى الأعباء الإدارية للامتثال للقانون، ومع ذلك، فإنه لم يدخل حيز التنفيذ حتى 1 يناير 2000.

### عدد 110/1998
في 22 أبريل 1998، اختار البرلمان لتمرير قانون الدستوري الذي لم يكن ضمنا أو مباشرة باللغة ملزمة في الدستور. «قانون الدستوري بشأن الأمن في الجمهورية التشيكية» تعريف الطرق التي يمكن للجمهورية سترد على تهديد وشيك. فإنها تحدد التزامات الأجزاء المكونة للجمهورية، وحتى في المواطنين، كان نحو الدفاع الوطني. يجوز للالخدمة العسكرية الإجبارية إلى أن تقام عن طريق زيادة النظام الأساسي، والحكومات الإقليمية المطلوبة لتقديم مساعدات مادية للدفاع الوطني، وتعريف ردا على غير العسكرية [الدولة [الطوارئ]]، مثل الإيكولوجية أو الصناعية الكارثة. فإنه أيضا إعداد مجلس أمن الدولة برئاسة رئيس مجلس الوزراء. وعلاوة على ذلك، فإنه مطلوب، في أوقات الخطر وشيك العسكرية أو الحرب، يمكن اختصار تلك المناقشة التشريعية إلى 72 ساعة فقط من وقت تقديم مشروع قانون، وأن الرئيس الفيتو أن يعلق مؤقتا السلطة. وأخيرا، سمح به لمدة تصل إلى ستة أشهر تمديد من دورة انتخابية ق خلال فترة إعلان حالة الطوارئ.

### عدد 515/2002
في 14 نوفمبر 2002، قام البرلمان لتحديد طبيعة استفتاء عام حول انضمام جمهورية التشيك إلى الاتحاد الأوروبي. وينطوي مثل هذا الفعل في المادة 10A من الصياغة الأصلية للدستور، الذي ينص على أن الجمهورية أن التنازل عن جزء من سلطاته بموجب معاهدة دولية «ما لم تنص على أن القانون الدستوري هذا التصديق يتطلب الحصول على موافقة في استفتاء». منذ الدستور في وقت لاحق المطلوبة على وجه التحديد للرئيس «الدعوة إلى استفتاء على انضمام جمهورية التشيك إلى الاتحاد الأوروبي», يمارس البرلمان حقها بموجب المادة 10 لعدم إضفاء الطابع الرسمي فقط أنه لن يكون هناك مثل هذا الاستفتاء، ولكن لتحديد الشروط التي ستعقد ذلك.